# Akademie sztuk pięknych w Polsce
Akademia sztuk pięknych (ASP) – uczelnia kształcąca na kierunkach powiązanych z szeroko rozumianą sztuką, w obrębie dziedziny: sztuki plastyczne, która obecnie dzieli się na dyscypliny: „sztuki piękne”, „sztuki projektowe” i „konserwacja i restauracja dzieł sztuki”. 
Jednak tradycją w Polsce jest to, że obowiązująca ogólna nazwa „Akademia Sztuk Pięknych”, określa ogólnie szkołę wyższą, łączącą całe spektrum kształcenia plastycznego, zazwyczaj na kierunkach: malarstwo, grafika, rzeźba (to sztuki piękne) oraz: architektura wnętrz, wzornictwo, film, fotografia, scenografia, ubiór, szkło, ceramika (to „sztuki projektowe”) oraz edukacja artystyczna. 
W wyniku zmiany ustawy o szkolnictwie wyższym ASP mogą być przekształcane w uniwersytety przymiotnikowe.

## Polskie uczelnie sztuk pięknych
| Uczelnia                                                      | rok założenia | Lokalizacja | Poprzednie nazwy | Budynki uczelni | liczba studentów (2011/12) |
| ------------------------------------------------------------- | ------------- | ----------- | --- | --------------- | -------------------------- |
| Uniwersytet Artystyczny im. Magdaleny Abakanowicz w Poznaniu  | 1919          | Poznań      | 1919–1938 Szkoła Zdobnicza i Państwowa Szkoła Sztuk Zdobniczych i Przemysłu Artystycznego 1938–1939: Państwowy Instytut Sztuk Plastycznych 1946–1996 Państwowa Wyższa Szkoła Sztuk Plastycznych 1996–2010 Akademia Sztuk Pięknych Od 2010 Uniwersytet Artystyczny                                              |                 | 1 444                      |
| Akademia Sztuk Pięknych im. Jana Matejki w Krakowie           | 1818          | Kraków      | 1818-1873 Szkoła Rysunku i Malarstwa 1873-1900 Szkoła Sztuk Pięknych Od 1900 Akademia Sztuk Pięknych |                 | 1 229                      |
| Akademia Sztuk Pięknych w Warszawie                           | 1816          | Warszawa    | 1816-1831 Wydział Uniwersytetu Warszawskiego 1844-1864 Szkoła Sztuk Pięknych (1865-1920 Klasa Rysunkowa Od 1920 Miejska Szkoła Sztuk Zdobniczych i Malarstwa) 1904-1932 Warszawska Szkoła Sztuk Pięknych Od 1932 Akademia Sztuk Pięknych 1950-1957 Akademia Sztuk Plastycznych Od 1957 Akademia Sztuk Pięknych |                 | 1 494                      |
| Akademia Sztuk Pięknych im. Władysława Strzemińskiego w Łodzi | 1945          | Łódź        | 1945-1996 Państwowa Wyższa Szkoła Sztuk Plastycznych Od 1996 Akademia Sztuk Pięknych |                 | 1 287                      |
| Akademia Sztuk Pięknych im. Eugeniusza Gepperta we Wrocławiu  | 1946          | Wrocław     | 1946-1949 Wyższa Szkoła Sztuk Pięknych 1949-1996 Państwowa Wyższa Szkoła Sztuk Plastycznych Od 1996 Akademia Sztuk Pięknych |                 | 1010                       |
| Akademia Sztuk Pięknych w Gdańsku                             | 1945          | Gdańsk      | Od 1945 Państwowy Instytut Sztuk Plastycznych w Sopocie Od 1954 Państwowa Wyższa Szkoła Sztuk Plastycznych Od 1996 Akademia Sztuk Pięknych |                 | 820                        |
| Akademia Sztuk Pięknych w Katowicach                          | 2001          | Katowice    | Do 2001 filia Akademii Sztuk Pięknych w Krakowie |                 | 597                        |
| Akademia Sztuki w Szczecinie                                  | 2010          | Szczecin    | Do 2010 filia Akademii Muzycznej w Poznaniu ; Wyższa Szkoła Sztuki Użytkowej (uczelnia prywatna) |                 | 473                        |

## Wydziały sztuk plastycznych innych uczelni w Polsce

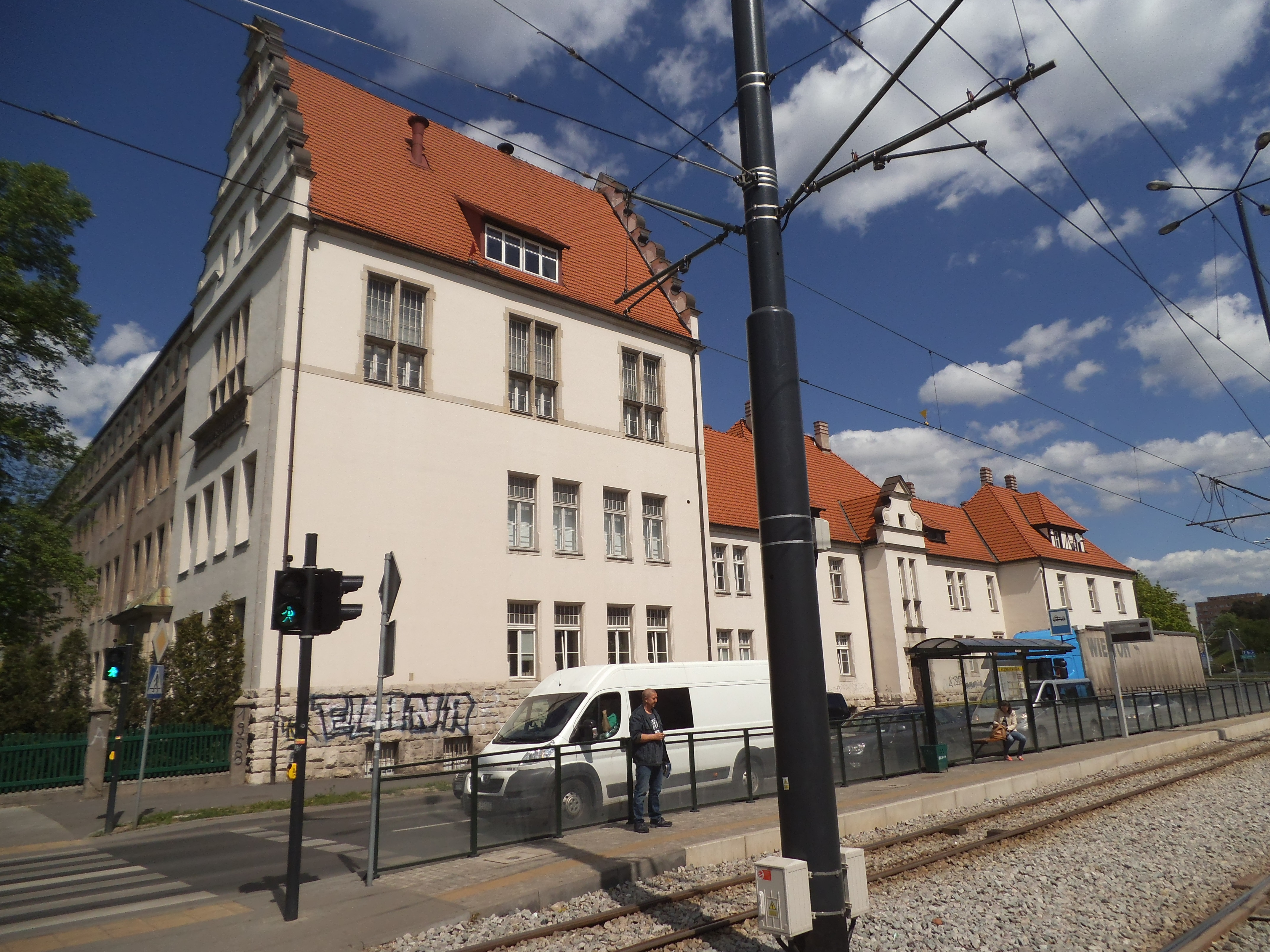
Wydział Sztuk Pięknych Uniwersytetu Mikołaja Kopernika w Toruniu

| Uczelnia/wydział                                                             | Rok założenia |
| ---------------------------------------------------------------------------- | ------------- |
| Wydział Sztuki i Nauk o Edukacji Uniwersytetu Śląskiego                      | 1904          |
| Wydział Sztuk Pięknych Uniwersytetu Mikołaja Kopernika w Toruniu             | 1946          |
| Wydział Sztuki Uniwersytetu Jana Długosza w Częstochowie                     | 1990          |
| Wydział Artystyczny Uniwersytetu Marii Curie-Skłodowskiej                    | 1997          |
| Wydział Artystyczny Uniwersytetu Zielonogórskiego                            | 1999          |
| Wydział Pedagogiki i Psychologii Uniwersytetu Jana Kochanowskiego w Kielcach | 2005          |
| Wydział Sztuki Uniwersytetu Radomskiego                                      | 2007          |
| Wydział Sztuki Uniwersytetu Komisji Edukacji Narodowej w Krakowie            | 2008          |
| Instytut Sztuk Pięknych Uniwersytetu Rzeszowskiego                           | 2008          |

## Uczelnie niepubliczne
- Wydział Sztuki Nowych Mediów w Polsko-Japońskiej Akademii Technik Komputerowych w Warszawie i w Gdańsku
- Wyższa Szkoła Sztuki i Projektowania w Łodzi
- Wydział Artystyczny Wyższej Szkoły Umiejętności Społecznych w Poznaniu
- Europejska Akademia Sztuk w Warszawie – zlikwidowana w 2015 roku